# テキスキアパン (ケレタロ州)
テキスキアパン（Tequisquiapan）
は、メキシコのケレタロ州にある自治体。メキシコのワイン生産地の一つ。プエブロ・マヒコ選出。